# Князь Серебряный (фильм, 1911)
«Князь Серебряный» — исторический черно-белый драматический фильм 1911 года, производства акционерного общества «А. Ханжонков и К°», снятый по одноименному роману А. К. Толстого.

## История
Фильм был снят в 1911 году акционерным обществом «А. Ханжонков и К°» .
А. Гончарова, которая играла боярыню Морозову, для съемок в фильме научилась ездить на лошади. Но её партнер не смог этому научиться. По сценарию фильма, он должен был спасти Морозову из огня, усадить на лошадь и увести, но вместо этого сказал, что боится лошадей, боится огня и её тащить не будет. Александр Ханжонков вместо актёра выполнил эту сцену.
Операторы Луи Форестье и Александр Рылло.
Фильм до нашего времени сохранился без надписей, перешел в общественное достояние.

## Сюжет
Князь Никита Романович Серебряный возвращается на родину спустя 5 лет отсутствия. Дома все сильно поменялось после появления новых порядков, связанных с опричниками — любимцами царя Иоанна Грозного. Невеста князя Серебряного Елена вышла замуж за старого боярина Морозова, потому что другого пути не было — за ней слишком настойчиво ухаживал князь Вяземский. Князь Серебряный не упрекает Елену, он относится с понимаем к её поступку. Но он начинает ненавидеть опричника Афанасия Вяземского. Вяземский получает от царя разрешение действовать по своему усмотрению, отправляется в усадьбу боярина Морозова и похищает Елену. Когда он едет на коне вместе с похищенной женщиной, его перехватывает князь Серебряный. Он ранит Вяземского. Елене удается убежать, но Никиту Серебряного схватывают. Он оказывается в тюрьме. Михеич, слуга князя, пытается его спасти и приходит в стан разбойников. Он уговаривает их спасти князя Серебряного. И хотя князь сопротивляется, не хочет бежать из тюрьмы, его освобождают. Морозов приносит челобитную царю на князя Вяземского. Царь говорит, что этот спор нужно решить поединком. Вяземский заменяет себя в поединке опричником Хомяком — очень сильным соперником. Морозов не хочет драться с опричником, и его место занимает Митька-разбойник, который в поединке смертельно ранит соперника. Царь зовет Морозова на пир, и усаживает его за стол ниже князя Вяземского, чем очень обижает старого боярина. Он упрекает царя в несправедливости, заплатив за это смертью. Князь Серебряный пытается найти Елену и в итоге узнает, что она приняла постриг. Они встречаются в огромном монастырском саду, чтобы попрощаться.

## В ролях
- Андрей Громов — князь Никита Романович Серебряный
- Георгиевский — царь Иван Васильевич Грозный
- Василий Степанов — Дружина Андреевич Морозов
- Александра Гончарова — Елена Дмитриевна Морозова
- Павел Бирюков — Афанасий Иванович Вяземский
- Н. Семенов — Максим Скуратов, сын Малюты[4].